# 黃林派
向門，四川拳術，為中國武術流派之一。

## 源流
黃林派的起源有兩種說法，第一是峨嵋山萬年寺旁一名道長觀察群猴互鬥跟蛇獸相搏而取猴之靈活跟蛇之柔猛創出以火龍拳為主的武術。其二是清朝雍正年間，一些反清志士隱藏於彭縣九峰山時共同研創的拳法，因為隱居授徒之地種有大片銀杏，銀杏在秋後樹葉變黃，有如一片黃色樹林，故取名黃林派。清朝光緒年間，隆昌人劉松雲習得黃林派武術後，廣授弟子，黃林派逐漸流傳於成都、內江等地。

## 介紹
黃林派拳法以步為先，以手為副，多拳少腿。手法主要講究以柔克剛，後發先至，以快制慢，手型以箭拳、箭指、擊手為主，步法快速活變，指拳並用快打。

## 套路
黃林派的徒手套路有四平拳、等樁拳、火龍拳三套等，器械套路則以燕林刀為主。

## 來源
1. 1 2 3  毛銀坤《四川武術大全》